# Circulatieplan

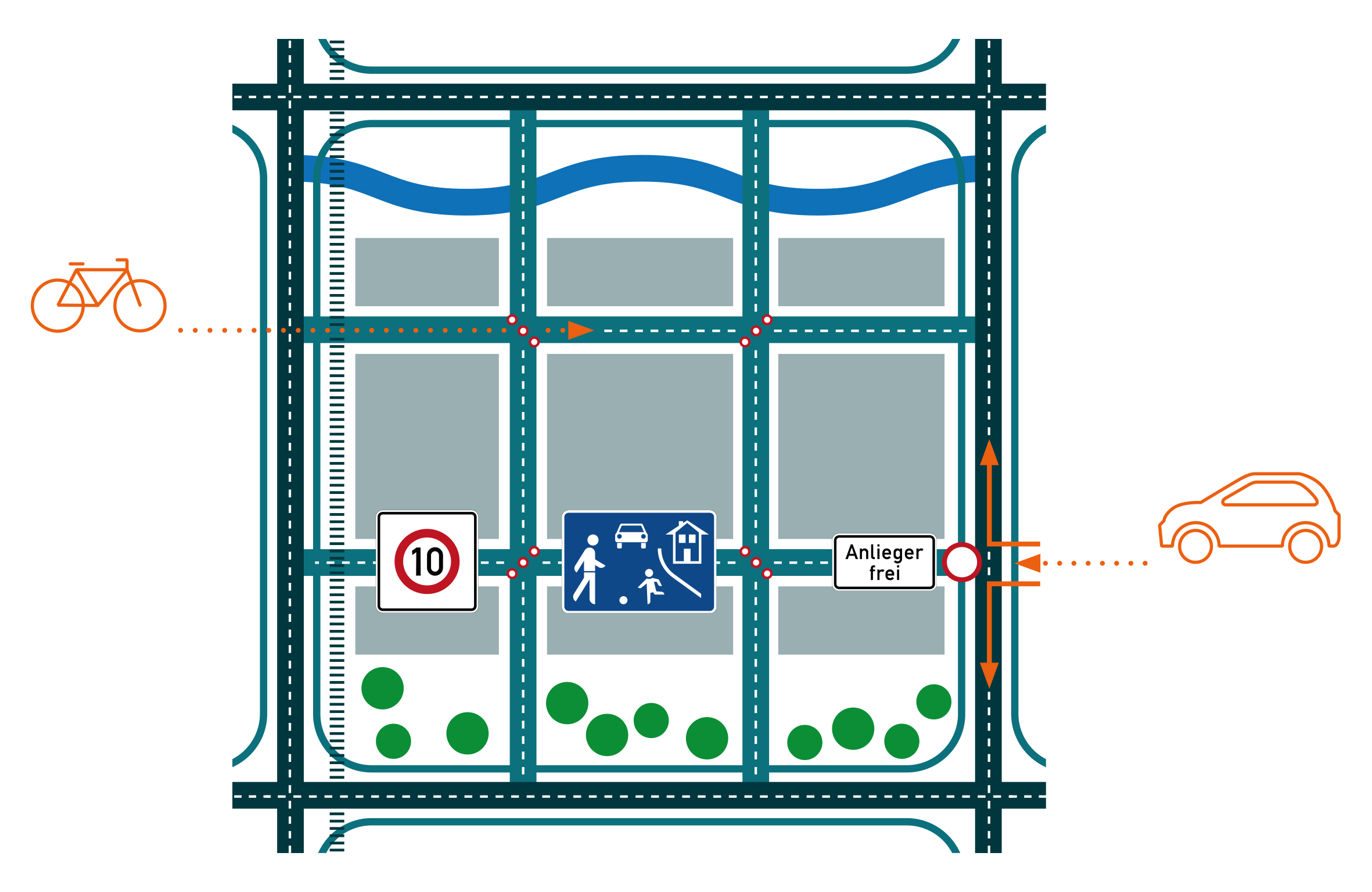
Visualisatie van het principe achter een circulatieplan

Een circulatieplan of verkeerscirculatieplan is een gedetailleerd plan van een lokale overheid om de verkeersstromen in een stad of gemeente te regelen.
Een circulatieplan beoogt doorgaans het sluipverkeer te weren, woonwijken autoluwer te maken en een modal shift te bevorderen. Een circulatieplan vertaalt zo de principes van een (gemeentelijk) mobiliteitsplan naar concrete maatregelen straat per straat. Het voert bijvoorbeeld eenrichtingsverkeer of verkeersfilters in.
De Nederlandse stad Groningen was in 1977 een pionier in het opstellen van een plan: het verkeerscirculatieplan Groningen.
In België zijn de circulatieplannen van Gent (1997 en 2017) een voorbeeld waar op twee momenten grote veranderingen zijn ingevoerd, terwijl bijvoorbeeld Leuven stapsgewijs een circulatieplan invoerde.